# Euryneura propinqua
Euryneura propinqua är en tvåvingeart som beskrevs av Ignaz Rudolph Schiner 1868. Euryneura propinqua ingår i släktet Euryneura och familjen vapenflugor. Inga underarter finns listade i Catalogue of Life.